# Etonogestrel
El etonogestrel es una progestina esteroidea que se utiliza como anticonceptivo hormonal, cuyo uso más notable es en los implantes subdérmicos Nexplanon y en los anillos vaginales NuvaRing. Además, se utiliza en el anillo vaginal Ringo, de Kern Pharma y Ornibel, del Grupo Insud Pharma, que tienen idéntico efecto que el innovador. 
El etanogestrel es el metabolito activo derivado de la prodroga inactiva desogestrel, una de las progestinas de tercera generación que se encontró en estudios epidemiológicos de anticonceptivos orales combinados que se encuentra asociada con riesgos más altos de trombosis venosa que los anticonceptivos orales combinados que contienen ciertas progestinas de segunda generación. Debido a que las hormonas esteroideas se liberan en forma continua de NuvaRing, los valores de pico y totales de estrógeno y progestina son significativamente menores que en los anticonceptivos orales, aunque no se sabe si esto disminuye el riesgo de formación de trombos. Su uso como contraceptivo de emergencia es efectivo dentro de las primeras 24 horas.